# Кадома (Јапан)
Кадома (јап. 門真市) град је у Јапану у префектури Осака. Према попису становништва из 2005. у граду је живело 131.706 становника.

## Становништво
Према подацима са пописа, у граду је 2005. године живело 131.706 становника.
| 1995.   | 2000.   | 2005.   |
| ------- | ------- | ------- |
| 140.506 | 135.648 | 131.706 |